# Gradno
Gradno este o localitate din comuna Brda, Slovenia, cu o populație de 55 de locuitori.